# Arturo García Muñoz
Arturo García Muñoz, genannt Arzu (* 17. März 1981 in Dos Hermanas, Spanien) ist ein spanischer Fußballspieler, der bei Gimnàstic de Tarragona spielt.

## Spielerkarriere

### Real Betis
Der in der Nähe von Sevilla geborene Arzu spielte von 1999 bis 2001 zwei Jahre lang für die Real Betis B und wurde 2002 in die erste Mannschaft befördert. Nach vielversprechenden Leistungen dort wurde er an den Zweitligisten Córdoba CF ausgeliehen, wo er sich auch in der Segunda División durchsetzen konnte. Er gewann mit seiner Mannschaft Betis 2005 die Copa del Rey.

### Erfolge
- 2005 – Copa del Rey – Real Betis